# Riot!
Riot! je drugi studijski album američkog rock sastava Paramore. Album je objavljen 12. lipnja 2007. godine u SAD-u, i 25. lipnja 2007. godine Ujedinjenom Kraljevstvu, a objavila ga je diskografska kuća Fueled By Ramen.
Pjesme "Misery Business", "Hallelujah", "Crushcrushcrush" i "That's What You Get" bile su u Top 40 glazbenih ljestvica.

## Popis pjesama
Sve su pjesme skladali i napisali Hayley Williams i Josh Farro.
1. "For a Pessimist, I'm Pretty Optimistic" - 3:50
2. "That's What You Get" – 3:43 (J. Farro/H. Williams/Taylor York)
3. "Hallelujah (Paramore)" – 3:23
4. "Misery Business" – 3:31
5. "When It Rains" – 3:35 (J. Farro/Zac Farro/H. Williams)
6. "Let the Flames Begin" – 3:18
7. "Miracle" – 3:31
8. "Crushcrushcrush" – 3:09
9. "We Are Broken" – 3:40 (J. Farro/D. Bendeth/H. Williams)
10. "Fences" – 3:19 (J. Farro/D. Bendeth/H. Williams)
11. "Born For This" – 4:00

B-strane
1. "Sunday, Bloody Sunday" – 4:18

Riot! Paramore Website Digital Version
1. "Temporary" (Demo) – 3:25

Riot! Special/Limited Edition MVI
1. "When It Rains" [Demo] – 3:24
2. "Misery Business" (Akustično): Live from Q101 Chicago – 3:17
3. "Pressure" (Akustično): Uživo iz Q101 Chicaga – 3:01
4. "For a Pessimist, I'm Pretty Optimistic" [Uživo u Londonu] – 3:59
5. "Born for This" [Uživo u Londonu] – 4:20

Riot! - iTunes release
1. "Misery Business" (Akustično) – 3:16

Riot! - Fueled by Ramen webstore release
1. "Temporary" [Demo] – 3:24

Riot! - Hot Topic release
1. "Decoy" [*] – 3:17

Riot! - FYE release
1. "Here We Go Again" [Uživo] – 3:23

Riot! - Rhapsody release
1. "Misery Business" (Akustično) – 3:16
2. "My Hero" (Electronic Remix) – 3:32

Riot! - Best Buy and iTunes UK release
1. "Stop This Song (Lovesick Melody)" – 3:23
2. "Rewind" [Demo][*] – 3:47
3. "Emergency" [Live][*] – 4:23

## Top ljestvice
| Ljestvica (2007)                                                        | Položaj albuma |
| ----------------------------------------------------------------------- | -------------- |
| U.S. Billboard 200                                                      | 15             |
| U.S. Billboard Comprehensive Albums                                     | 15             |
| U.S. Billboard Top Rock Albums                                          | 7              |
| U.S. Billboard Top Internet Albums                                      | 20             |
| U.S. Billboard Top Modern Rock/Alternative Albums                       | 2              |
| U.S. Billboard Top Digital Albums                                       | 10             |
| European Top 100 Albums                                                 | 76             |
| UK Albums Chart                                                         | 24             |
| UK Rock Chart                                                           | 2              |
| AMPROFON\|Mexico Top 100 Albums                                         | 31             |
| Australian Recording Industry Association\|ARIA Australian Albums Chart | 57             |
| RIANZ\|New Zealand RIANZ Albums Chart                                   | 15             |
| Finnish Album Chart                                                     | 26             |
| Dutch Album Chart                                                       | 61             |
| Austrian Album Chart                                                    | 66             |
| World Albums Top 40                                                     | 39             |
| Ireland Albums Top 75                                                   | 53             |